# سیارک ۲۴۹۷۷
سیارک ۲۴۹۷۷ (به انگلیسی: 24977 Tongzhan، نامگذاری:1998HE87) بیست و چهار هزار و نهصد و هفتاد و هفتمین سیارک کشف شده‌است که در ۲۱ آوریل ۱۹۹۸ کشف شد.
قدر مطلق سیارک برابر ۸.۵ است.